# Дийпан
„Дийпан“ (на френски: Dheepan) е френски игрален филм от 2015 година на режисьора Жак Одиар. Филмът печели голямата награда на кинофестивала в Кан през 2015 година – Златна палма. Наградата е връчена на Одиар лично от председателите на журито – Братя Коен.
Филмът разглежда трудностите в живота на тамилски бежанци в Париж, бягащи от гражданската война в Шри Ланка.
В България филмът е показван на фестивала Киномания.

## Сюжет
Внимание:  Текстът по-долу разкрива сюжета на произведението (или части от него)!
Сивадхасан (Жетутасан Антонитасан) е бивш тамилски боец от Тигрите за освобождаване на Тамил Илам, участвал в гражданската война в Шри Ланка. С цел да емигрира във Франция и да избяга от войната, той заедно с млада жена и девет годишно момиче взимат фалшиви паспорти на вече загинало семейство и се представят за тях. Дийпан е името на загиналия тамил, чийто паспорт Сивадхасан получава. Тримата успяват да заблудят френските власти, че са истинско семейство и получават убежище в едно от предградията на Париж. Животът на тримата обаче никак не е лесен, поради наличието на престъпност в квартала.

## В ролите
| Изпълнител             | Роля              |
| ---------------------- | ----------------- |
| Жетутасан Антонитасан  | Дийпан/Сивадхасан |
| Калиеасвари Сринивасан | Ялини             |
| Клодин Винаситанби     | Илаял             |
| Винсент Ротие          | Брахим            |
| Марк Зинга             | Юсуф              |